# راشيل وارد
راشيل وارد (بالإنجليزية: Rachel Ward)‏ (و. 1957 – م) هي عارضة، وممثلة، ومخرجة سينمائية، وكاتبة سيناريو، من المملكة المتحدة.

## التعليم
تعلمت في Byam Shaw School of Art ‏.

## وصلات خارجية
- راشيل وارد على موقع IMDb (الإنجليزية)
- راشيل وارد على موقع روتن توميتوز (الإنجليزية)
- راشيل وارد على موقع مونزينجر (الألمانية)
- راشيل وارد على موقع ألو سيني (الفرنسية)
- راشيل وارد على موقع أول موفي (الإنجليزية)
- راشيل وارد على موقع أول موفي (الإنجليزية)
- راشيل وارد على موقع قاعدة بيانات الأفلام السويدية (السويدية)
- راشيل وارد على موقع إن إن دي بي (الإنجليزية)
- راشيل وارد على موقع قاعدة بيانات الفيلم (الإنجليزية)
- راشيل وارد على موقع كينوبويسك (الروسية)
- راشيل وارد على موقع كينوبويسك (الروسية)